# Echosonda

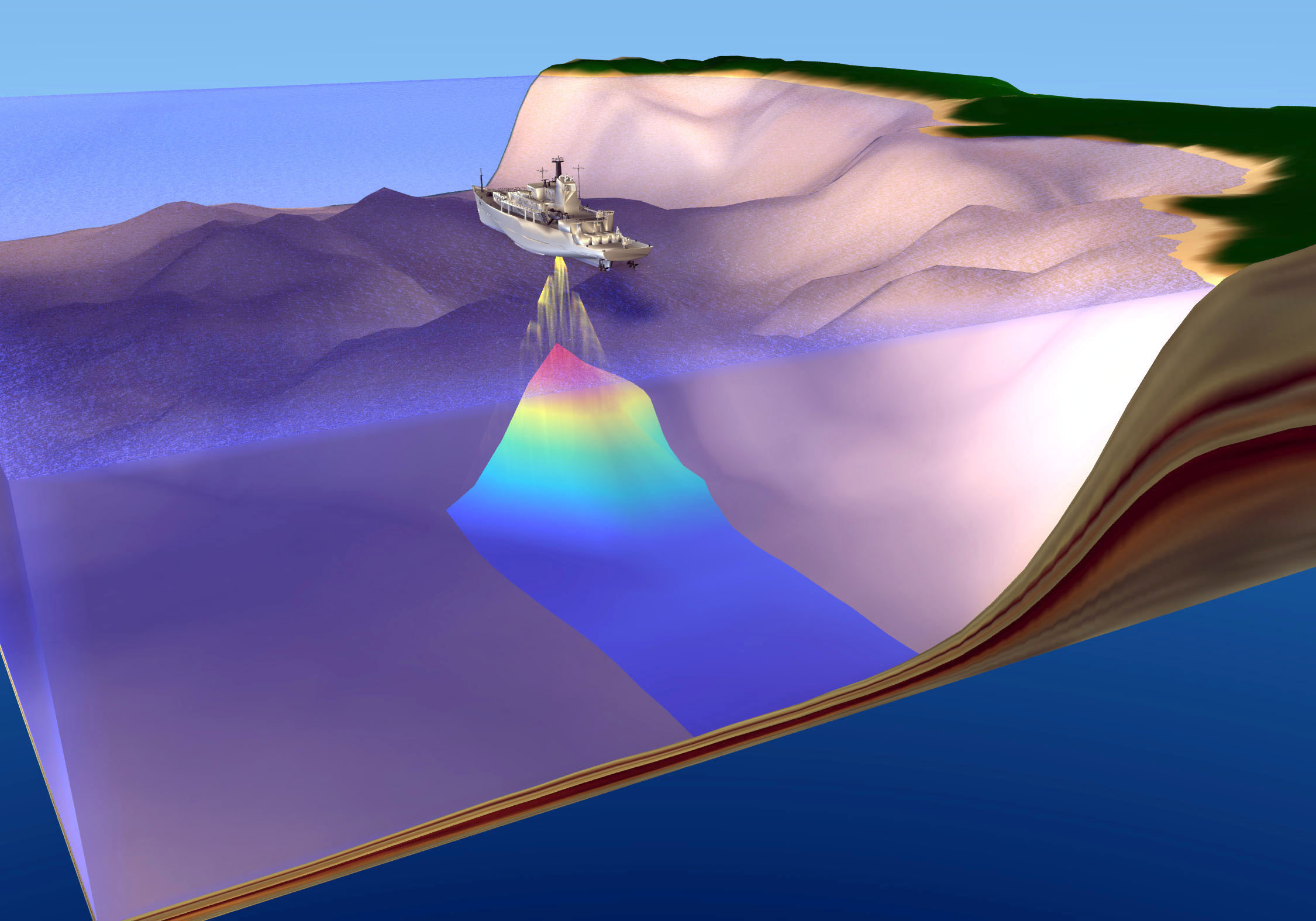
Tworzenie obrazu dna przez echosondę

Powstanie wielokrotnych ech przy badaniu złożonego dna

Zasada pomiaru w płaszczyźnie pionowej
• h - wartość mierzona przez sondę,
• T - zanurzenie,
• H - głębokość akwenu.

Echosonda – urządzenie do pomiaru głębokości wody oraz odległości od unoszących się w niej ciał stałych. Odległości te oblicza się mierząc czas powrotu dźwięku odbitego od dna, przeszkody, okrętu podwodnego, ławicy ryb itp. W praktyce morskiej, przez słowo sondowanie rozumie się mierzenie głębokości, dawniej wykonywane ręcznie za pomocą ołowianki. Natomiast słowo echosonda wskazuje na użycie fal dźwiękowych w celu określenia aktualnej głębokości.
Impuls sondujący (najczęściej ultradźwiękowy) jest wytwarzany w przetworniku piezoelektrycznym. W wodzie rozchodzi się z prędkością ok. 1500 m/s (zmiany prędkości zależne od temperatury i zasolenia pomija się w żegludze, natomiast uwzględnia się w badaniach oceanograficznych i kartograficznych). Fala dźwiękowa odbita od dna lub innego przedmiotu (ławica ryb, okręt podwodny, a czasami granica między warstwami wody o różnej temperaturze – termoklina lub różnym zasoleniu – haloklina) wraca do statku, gdzie jest odbierana przez ten sam przetwornik i zamieniana na impuls elektryczny. Czas między wysłaniem i odebraniem impulsu daje informację o odległości do przedmiotu od którego impuls się odbił.
W pierwszych echosondach pomiar odbywał się mechanicznie. Sygnał był wysyłany, gdy specjalny rysik mijał brzeg papieru, odebrany sygnał był wzmacniany i podawany na rysik, który na papierze termoczułym wypalał ślad. Ponieważ rysik poruszał się ze stałą i znaną prędkością, odległość od dna (lub śladu po wysłaniu impulsu) do śladu po odebranym impulsie informowała o głębokości.
Po skonstruowaniu układów elektronicznych zdolnych zmierzyć czas z dokładnością do milisekund i pokazaniu wyniku w postaci cyfrowej pojawiły się wygodniejsze echosondy, pokazujące głębokość na wyświetlaczu. Echosondy używające papieru pozostały w użyciu na statkach rybackich i badawczych, ponieważ umożliwiały identyfikację ławic ryb i uzyskanie graficznego obrazu dna.
Wraz z rozwojem technik komputerowych pojawiły się echosondy pokazujące profil dna na monitorze oraz przesyłające informacje do innych systemów.